# 浮水県
浮水県（ふすい-けん）は中華人民共和国河北省にかつて存在した県。現在の滄州市孟村回族自治県南部に相当する。
596年（開皇16年）、隋朝により設置された。627年（貞観元年）に廃止された。